# Acacia longissima
Acacia longissima — вид квіткових рослин з родини бобових. Ареал: Австралія (Новий Південний Уельс, Квінсленд).

## Середовище
Вид часто мешкає на кордонах тропічних лісів або у вологих чи сухих склерофільних лісових угрупованнях, де його часто можна знайти в балках, що ростуть на піщаних або глинистих ґрунтах.

## Біоморфологічна характеристика
Це тонкий кущ або невелике розлоге деревце, що досягає у висоту близько 5 метрів. Він має сухі та плівчасті прилистки, довжина яких зазвичай менше 0,5 мм. Тонкі та темно-зелені філодії мають лінійну та зазвичай пряму форму, довжину від 6 до 18 см і ширину від 1 до 10 мм, мають від трьох до семи основних жилок із найбільш помітною середньою жилкою. Цвіте з січня по травень, плодоносить приблизно в листопаді.